# Stefan Schwarz (Politiker)

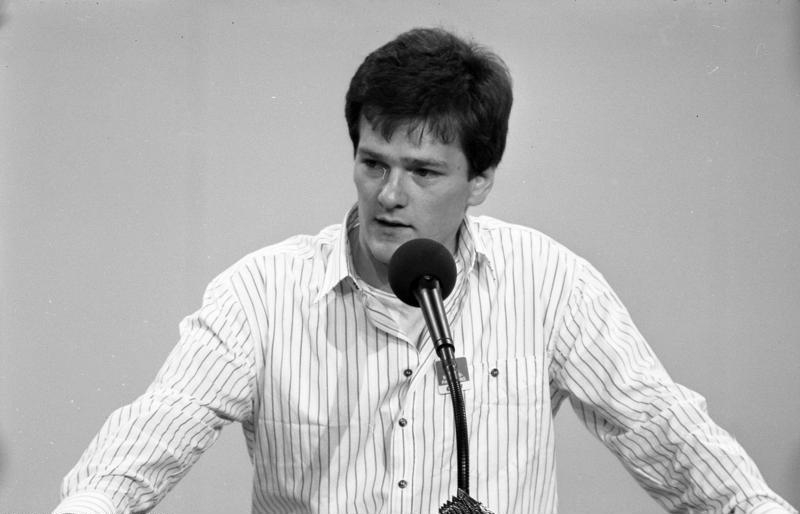
Stefan Schwarz, 1989

Stefan Schwarz (* 31. August 1959 in Bonn) ist ein ehemaliger deutscher Politiker (CDU). Von 1990 bis 1994 war er Mitglied des Deutschen Bundestags.
Stefan Schwarz ist der Sohn des Politikers Heinz Schwarz und Bruder des Publizisten Thomas Schwarz.
Bereits vor dem Fall der Mauer 1989 war Schwarz besonders im Bereich der Kontakte zu DDR-Bürgerrechtlern engagiert, so u. a. zu dem Berliner Pfarrer Rainer Eppelmann, dem späteren Vorsitzenden des Demokratischen Aufbruchs. 1990 zog er über die Landesliste Rheinland-Pfalz in den Deutschen Bundestag ein; zu dieser Zeit war er Landesvorsitzender der JU Rheinland-Pfalz.
Schwarz machte sich deutschlandweit einen Namen als Kritiker der serbischen Kriegsverbrechen während des Bosnienkrieges. Er ist Ehrenbürger der Stadt Sarajevo. Sein Engagement für Bürger- und Menschenrechte zeigte sich u. a. auch in seiner Verbindung zu Rupert Neudeck (Stiftung Cap Anamur) und der Gesellschaft für bedrohte Völker. 1994 scheiterte Schwarz bei der Aufstellung als Kandidat in seinem Wahlkreis Neuwied gegen Ulrich Schmalz und erhielt nach einigen innerparteilichen Kontroversen auch keinen aussichtsreichen Platz auf der Landesliste. Somit schied er 1994 aus dem Bundestag aus.
Nach 1994 war er unter anderem als Lobbyist und von 2008 bis 2016 als wissenschaftlicher Mitarbeiter im Deutschen Bundestag tätig.
Er ist mit der kosovarischen Politikerin Donika Gërvalla-Schwarz verheiratet und hat fünf Kinder.